# Giorgio Contini
Pour les articles homonymes, voir Contini.
Giorgio Contini, né le 4 janvier 1974 à Winterthour, est un ancien footballeur suisse, désormais entraîneur.

## Carrière de joueur

### En club
Il joue au sein de différents clubs en Suisse, notamment le FC Winterthour, le FC Saint-Gall, le FC Lucerne et le FC Lausanne-Sport.
Sa carrière de joueur commence en 1992 et se termine en 2005. Son plus grand succès est le titre de champion remporté avec le FC Saint-Gall lors de la saison 1999-2000.
Lors de la saison 1994-1995, il inscrit 23 buts en troisième division avec le FC Frauenfeld. Il inscrit ensuite 18 buts en deuxième division lors de la saison 1995-1996 avec le FC Baden. Il réalise sa meilleure performance en première division lors de la saison 1998-1999, où il inscrit 9 buts avec le club du FC Saint-Gall.
Au total, Giorgio Contini dispute 359 matchs dans les championnats suisses, inscrivant 95 buts.

### En équipe nationale
Contini ne joue qu'un seul match avec l'équipe nationale suisse, le 28 février 2001, lors d'un match amical à Larnaca contre la Pologne (défaite 4-0).

## Carrière d'entraîneur
Après avoir raccroché les crampons, Contini est formé au métier d'entraîneur durant une demi-saison, avec le club de Winthertour, en quatrième division suisse. À partir de janvier 2006, il s'occupe des équipes du FC Saint-Gall, que ce soit l'équipe réserve ou l'équipe première, dont il prend les rênes durant un an et demi. Il occupe par la suite le poste de co-entraîneur du FC Lucerne, en compagnie de l'ancien international suisse Murat Yakın.
Contini est depuis le 15 novembre 2012 l'entraîneur du FC Vaduz. En 2014, il parvient à faire monter le FC Vaduz en Super League, le championnat de première division suisse et surtout à maintenir le club durant deux saisons face au FC Aarau et même le FC Zurich. Il a un contrat jusqu'en juin 2017.
Le 15 février 2024, il nommé assistant du sélectionneur Murat Yakin, il a signé avec l'ASF un contrat valable jusqu'au terme de l'Euro 2024. En juillet 2024, Murat Yakin et lui même prolongent leur contrat.
Le 18 décembre 2024, il est annoncé qu'il quitte le poste d'entraîneur-assistant de l'équipe suisse masculine pour rejoindre le poste d'entraîneur du BSC Young Boys où il a signé un contrat jusqu'en 2027,.

## Palmarès
- En tant que joueur :
  - Champion de Suisse en 2000 avec le FC Saint-Gall

- En tant qu'entraîneur :
  - Champion de Challenge League (D2) en 2014 avec le FC Vaduz
  - Vainqueur de la Coupe du Liechtenstein 2013, 2014, 2015 et 2016 avec le FC Vaduz